# Henri Picard-Destelan
Henri, Ernest, Félix, Marie Picard-Destelan (nacido el 23 de julio de 1878, París - fallecido el 25 de octubre de 1971, París) fue codirector general de correos en China.

## Biografía
Hijo de Ernest Picard-Destelan, fue herido dos veces durante los combates para la defensa de la legación de Francia en Pekín durante la rebelión de los bóxers en 1900. En mayo de 1920, organizó la expedición de Pekín a Urga (Mongolia) de Saint-John Perse, Gustave-Charles Toussaint y Jean-Augustin Bussière.
Sucedió a A. Théophile Piry, exsecretario postal en el servicio de Correos Imperiales de China y primer director general de correos de China, permitiendo así la entrada de China en la Unión Postal Universal.
«Piry, un francés que se había unido al servicio de Aduanas en 1874, fue nombrado secretario postal en 1901, y continuó como director general de correos hasta 1917. El hecho de que fuera de nacionalidad francesa, al igual que su sucesor Henri Picard-Destelan, reflejaba los compromisos de China con Francia en 1898, durante la "carrera por las concesiones", de tener en cuenta las recomendaciones del gobierno francés en cuanto a la selección del personal de su servicio postal.»

— (Extracto del libro de Denis Crispin Twitchett, John King Fairbank, The Cambridge History of China, Página 189, 1978).
«El sistema de censura de Nanjing no era completamente impotente para regular la prensa extranjera. Aunque no tenía el derecho legal de proceder con censura previa ni de penalizar a los periódicos desobedientes como lo hacía con la prensa nacional, aún podía limitar la distribución de los periódicos del puerto del tratado gracias al poder soberano que poseía: el control postal. A pesar de los disturbios políticos, los gobiernos de diferentes niveles desde 1896 habían dedicado esfuerzos incansables a la construcción de una red postal nacional. El sistema postal, que llegaba a cada ciudad y aldea del país, como afirmaba Lane J. Harris, era esencial para la protección de la integridad del territorio chino y la independencia de la administración. El gobierno chino restauró parcialmente los derechos postales durante la Conferencia de Washington, cuando las potencias aceptaron retirar el control de las oficinas de correos para finales de 1922, con la condición de que mantuvieran la operación de las oficinas de correos en los puertos de tratado y que el puesto de co-director general del sistema postal continuara siendo ocupado por un extranjero. Tras la caída del gobierno de Pekín después de la expedición del norte, el gobierno nacionalista trasladó la sede del sistema postal y redujo la autoridad de Henri Picard-Destelan en febrero de 1929, cuando el gobierno de Nanjing recuperó el control postal de los puertos del tratado.»

— (Extracto del libro de Shuge Wei, News under Fire: China’s Propaganda against Japan in the English-Language Press, 1928–1941, Hong Kong University Press, 2017, p.76)
Dio su nombre a una antigua calle de Shanghái y al Hengshan Picardie Hotel. De regreso en Francia, participó en la construcción del UGC Normandie y se convirtió en accionista de la empresa Cinéac.

## Distinciones
A los 22 años fue nombrado caballero de la Legión de Honor y promovido a oficial en 1920. También recibe la medalla del Ordre de Wen-Hu.